# Hannah Meul
Hannah Meul (Colonia, 3 de abril de 2001) es una deportista alemana que compite en escalada. Ganó una medalla de plata en el Campeonato Europeo de Escalada de 2022, en la prueba de bloques.

## Palmarés internacional
| Campeonato Europeo | Campeonato Europeo | Campeonato Europeo | Campeonato Europeo |
| Año                | Lugar              | Medalla            | Prueba             |
| ------------------ | ------------------ | ------------------ | ------------------ |
| 2022               | Múnich (Alemania)  | Medalla de plata   | Bloques            |